# Aultmore (Écosse)
Pour les articles homonymes, voir Aultmore.
Aultmore (gaélique écossais : An t-Allt Mòr) est un village de Moray en Écosse, près de Keith.